# Ямайка на летних Олимпийских играх 1992
Ямайка принимала участие в Летних Олимпийских играх 1992 года в Барселоне (Испания) в двенадцатый раз за свою историю, и завоевала три серебряные и одну бронзовую медали. Сборную страны представляли 14 женщин.

## Серебро
- Лёгкая атлетика, мужчины, 400 метров с препятствиями — Винтроп Грахам.
- Лёгкая атлетика, женщины, 100 метров — Джульет Кутберт.
- Лёгкая атлетика, женщины, 200 метров — Джульет Кутберт.

## Бронза
- Лёгкая атлетика, женщины, 200 метров — Мерлин Отти.